# Zygaenoidea
Super-famille
Les Zygaenoidea forment une super-famille de lépidoptères (papillons) qui regroupe les familles suivantes (2 600 espèces) :
- Aididae
- Anomoeotidae
- Cyclotornidae
- Dalceridae Dyar, 1898
- Epipyropidae Dyar, [1903] 1902
- Heterogynidae
- Himantopteridae
- Lacturidae
- Limacodidae Duponchel, [1845]
- Megalopygidae Herrich-Schäffer, 1855
- Phaudidae
- Somabrachyidae
- Zygaenidae Latreille, 1809